# (4153) Roburnham
(4153) Roburnham (1985 JT1) – planetoida z pasa głównego asteroid okrążająca Słońce w ciągu 5,57 lat w średniej odległości 3,14 j.a. Odkryta 14 maja 1985 roku.